# Ад-Дустур
«Ад-Дустур» (в переводе с арабского — конституция) — ежедневная газета в Иордании на арабском языке. Выходит в издательстве «Джордан пресс энд паблишинг компани». Штаб-квартира в Аммане. Первый номер был опубликован 28 марта 1967 года. Газета принадлежала частной компании до 1986 года, когда правительство Иордании купило её часть. В газете работают почти 600 сотрудников. В 2003 году тираж составлял 90 000 экземпляров.